# Escós
|  | No s'ha de confondre amb Escòs. |

Escós és un poble al terme municipal de Soriguera, a la comarca del Pallars Sobirà. Pertanyia a l'antic municipi d'Estac. Està situat en el sector més occidental del terme, a la dreta de la Noguera Pallaresa. Es troba just a sota i a migdia del lloc on s'uneixen el Barranc de les Milleres i el Barranc de Mencui per formar el riu d'Escós. És al nord del poble de Tolzó i al sud-oest del d'Estac. Hi destaca l'església parroquial de Sant Esteve d'Escós. Segons Joan Coromines, Escós prové del participi llatí absconsus del verb abscondere (amagar). Amagat fóra, doncs, la interpretació d'aquest topònim.

## Geografia
Les cases del poble
| - Casa el Batlle vell - Casa Basili o del Cordeonista - Casa de la Forestal | - Casa Jaume - Casa Maciana - Casa del Músic | - Casa de Panxanegra - Casa Quixal | - Casa Riba - Casa Ton |

## Història
El 1553 Scos y Muncuy, conjuntament, enregistraven 8 focs civils (uns 40 habitants).
Pascual Madoz dedica un article breu del seu Diccionario geográfico... a Escós. Hi diu que és una localitat amb ajuntament que està situada en el vessant de la muntanya de Sellui i Mencui, en una fondalada, a la vora del barranc del seu nom. La combaten principalment els vents del nord i de l'est. El clima hi és fred, però saludable, i no es pateixen altres malalties que inflamacions. Tenia en aquell moment 10 cases i l'església de Sant Esteve protomàrtir, annexa de la d'Estac. Els nens d'aquest poble van a l'escola de Gerri. Les terres són muntanyoses i pedregoses, en general de qualitat inferior. S'hi collia sègol, patates i llegums. S'hi criaven cabres i ovelles. Hi havia caça de conills. Comptava amb 11 veïns (caps de casa) i 64 ànimes (habitants).
| 1857 | 1888 | 1900 | 1910 | 1920 | 1930 | 1940 | 1950 | 1960 | 1970 | 1981 | 1991 | 2000 | 2002 | 2004 | 2006 | 2008 | 2010 | 2011 |
| ---- | ---- | ---- | ---- | ---- | ---- | ---- | ---- | ---- | ---- | ---- | ---- | ---- | ---- | ---- | ---- | ---- | ---- | ---- |
| 122  | 30   | 39   | 40   | 59   | 50   | 51   | 45   | 35   | 27   | 22   | 14   | 18   | 19   | 21   | 22   | 24   | 26   | 28   |